# (576) Emanuela
(576) Emanuela est un astéroïde de la ceinture principale découvert par Paul Götz le 22 septembre 1905.